# Cattedrale di Alife
La cattedrale di Santa Maria Assunta di Alife è la cattedrale della diocesi di Alife-Caiazzo, con forme che, nonostante i molti rimaneggiamenti nel tempo, mostrano l'origine normanna.

## Storia
L'edificio venne costruito dal conte normanno Rainulfo di Alife fra il 1127 ed il 1135, inglobando una precedente struttura religiosa, con orientamento sull'asse nord-sud.
La cattedrale originaria era di forma rettangolare, aveva tre porte di ingresso e disponeva di un ampio spiazzo, in parte occupato da un atrio, delimitato dal decumanus maximus dell'impianto urbanistico romano. Presso l'edificio stava il palazzo vescovile.
Primi interventi di consolidamento vennero attuati dal vescovo nel 1198. Nel corso dei secoli ha subito più volte dei rifacimenti e principalmente nel 1450 ad opera del vescovo Moretta e, in maniera importante, a seguito del terremoto del 5 giugno 1688. In occasione di quest'ultimo intervento vi fu l'ammodernamento barocco.
Nel 1703 la vecchia sacrestia venne trasformata in cappella di San Sisto con altare benedetto il 20 luglio 1724, mentre nel 1757 venne completato l'ampliamento delle tre navate. Dopo i danni subiti durante il terremoto del 1805, fu rifatta la facciata (1820).
Il campanile della cattedrale ha riportato alcuni danni in seguito al sisma del 29 dicembre 2013 (4.9 gradi Richter con epicentro a 10 km).

## Descrizione

### Esterno
L'edificio odierno, lungo 41,20 metri (escluse le absidi) e largo 18,20 metri, ha una facciata (1820) in semplice stile neoclassico, cappelle laterali, transetto, presbiterio profondissimo al centro e due piccole absidiole ai lati. Al centro della facciata l'affresco S. Sisto in Gloria (seconda metà del XVIII secolo) con stilemi interpretati in maniera convenzionale e rigida.

### Interno

L'interno della cattedrale in una foto in bianco e nero.

L'interno è a tre navate con cupola e presbiterio avente un coro ligneo intagliato.
Nel Battistero, prima cappella sulla destra, si conserva uno dei tre archivolti originali del XII secolo, di grande interesse artistico, appoggiato su due mensole a forma di elefante, dove sono raffigurati santi, uccelli, mostri e animali. Esistono anche gli altri due, ma sono esposti al Nasher Museum of Art della Duke University a Durham (USA).
La cripta, cui si accede da due scale site nelle navate laterali, fa parte dell'edificio originale in stile romanico ed ha le misure di metri 18,10 per 10,97 con un'altezza di metri 4,26. Divisa in tre navate da dodici colonne in pietra e con quattro corpi avanzati costruiti successivamente per reggere la cupola della cattedrale, termina con tre absidiole semicircolari. Al centro del pavimento resti dell'area termale romana.
Altre tracce dello stile romanico si riconoscono nel portale del battistero. Di longobardo e normanno sono le tre separate iscrizioni sepolcrali dei vescovi Vitus, Arechis e Gosfridus eps Hic Req.
Nell'abside centrale è presente l'altare in muratura già esistente nel 1716.
Nell'altare della cappella di San Sisto, posta nel transetto, in cui sono conservate le reliquie di San Sisto, esiste una tela con San Sisto in Gloria e una statua in mezzobusto dello stesso santo. In chiesa anche quelle di San Onorato.
All'interno della chiesa sono conservati anche alcuni affreschi della chiesa originaria.
Le pitture della navata centrale, che comprendono anche l'Assunzione della Vergine (1936), sono di Gaetano Bocchetti.